# نادي ليونغسكايل
نادي ليونغسكايل (بالسويدية: Ljungskile SK) هو نادي كرة قدم سويدي من بلدة ليونغسكايل تأسس في سنة 1926 وينافس حالياً في دوري السوبرتان السويدي.